# Люсія Тейшейра
Люсія да Сілва Тейшейра Араужо (порт. Lúcia da Silva Teixeira Araújo; нар. 17 червня 1981, Сан-Паулу) — бразильська жіноча дзюдоїстка з вадами зору (клас інвалідності В2), яка змагається у ваговій категорії до 57 кг. Тейшейра виборола срібну медаль на літніх Паралімпійських іграх 2012  та літніх Паралімпійських іграх 2016 року. У 2016 році зазнала поразки від Інни Черняк з України, яка здобула золоту медаль. Виграла бронзову медаль у змаганнях до 57 кг серед жінок на літніх Паралімпійських іграх 2020 року у Токіо.